# خولیو برناد
خولیو برناد (انگلیسی: Julio Bernad; ۱۷ اکتبر ۱۹۲۸ – ۹ ژوئیهٔ ۲۰۱۴) بازیکن فوتبال اهل اسپانیا بود.
از باشگاه‌هایی که در آن بازی کرده‌است می‌توان به باشگاه فوتبال رئال ساراگوسا اشاره کرد.